# CETME
 (janvier 2025).
Si vous disposez d'ouvrages ou d'articles de référence ou si vous connaissez des sites web de qualité traitant du thème abordé ici, merci de compléter l'article en donnant les références utiles à sa vérifiabilité et en les liant à la section « Notes et références ».

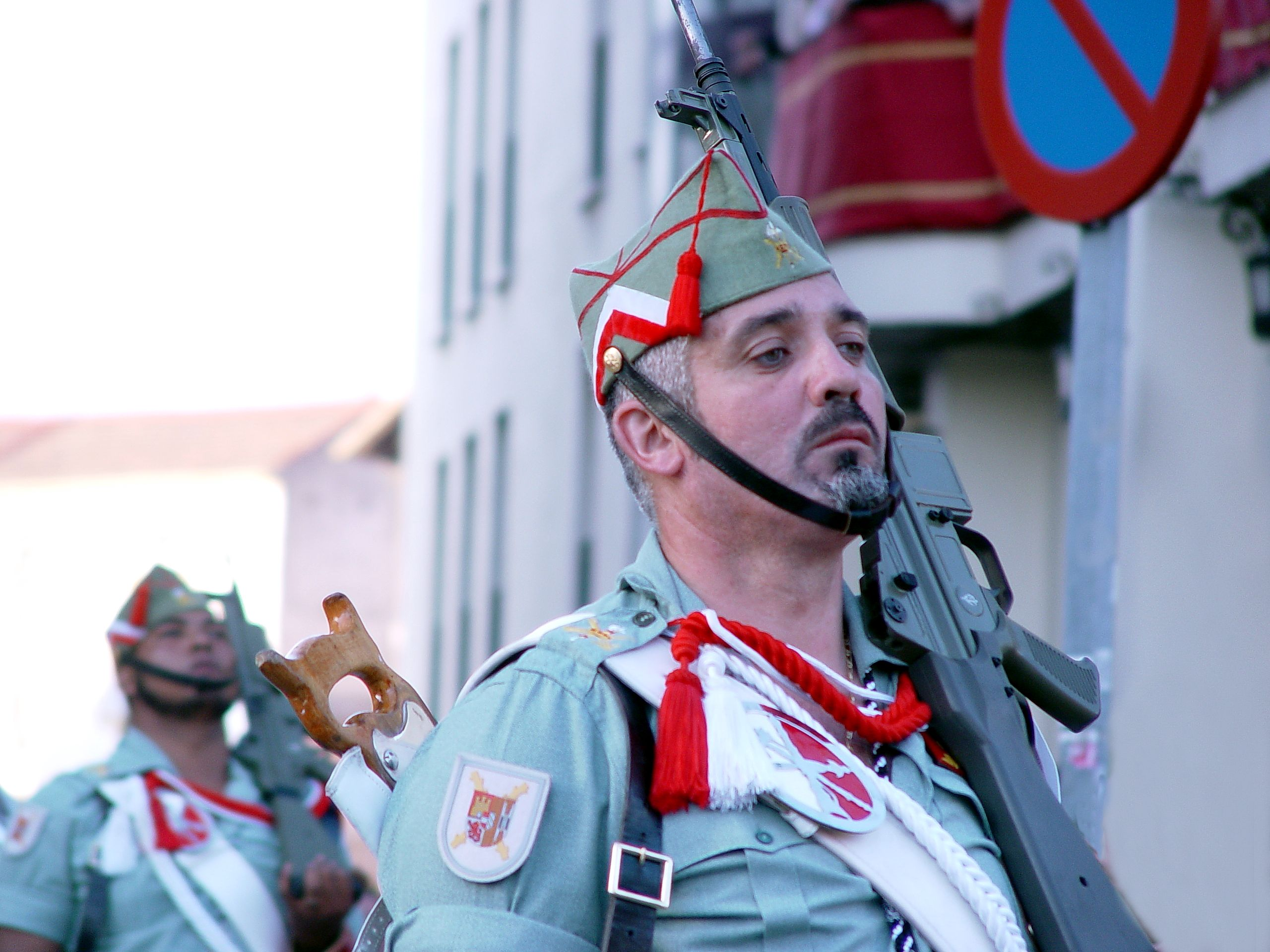
Légionnaire de la Légion espagnole portant un fusil CETME L.

CETME est l'acronyme de Centro de Estudios Técnicos de Materiales Especiales (en français : « Centre d'Etudes Techniques de Matériels Spéciaux »), un établissement gouvernemental de développement et de design espagnol. 
Tout en étant impliqué dans de nombreux projets, CETME est surtout connu pour ses recherches et de développements sur des armes. Les fusils d'assauts CETME sont les réalisations les plus importantes. 

## Fabrication
CETME réalise notamment des fusils d'assauts :
- CETME Modèle B/C
- CETME Modèle L/LC
- CETME Ameli